# Строуд, Вуди
Вудро Уилсон Вулвайн «Вуди» Строуд (англ. Woodrow Wilson Woolwine «Woody» Strode; 25 июля 1914 или 28 июля 1914, Лос-Анджелес, Калифорния — 31 декабря 1994 или 1994, Глендора, Калифорния или Лос-Анджелес, Калифорния) — афроамериканский десятиборец и футболист, впоследствии киноактёр. Был номинирован на «Золотой глобус» в номинации «Лучший актёр второго плана» за роль в фильме «Спартак» (1960).

## Начало жизни и спортивная карьера
Вуди Строуд родился в Лос-Анджелесе, штат Калифорния. Обучался в средней школе имени Томаса Джефферсона на юго-востоке Лос-Анджелесе, в колледже при Калифорнийском университете, где был членом братства Alpha Phi Alpha, первого объединения афроамериканских студентов. Имел выдающиеся показатели в десятиборье — более 49 футов (15 м) в толкании ядра (тогда мировой рекорд составлял 57 футов (17 м)) и 6 футов 4 дюйма (1.93 м) в прыжке в высоту (мировой рекорд по прыжкам в высоту составлял 6 футов 10 дюймов (2.08 м)). Строуд позировал обнаженным для нашумевшей выставки спортивного портрета Хуберта Стовиттса, представленной на Олимпийских играх 1936 года в Берлине (включение в экспозицию портретов чёрных и еврейских спортсменов послужило причиной её закрытия нацистами).
Вуди Строуд, Кенни Вашингтон и Джеки Робинсон (также афроамериканцы) в 1939 году играли в футбольной команде «Брюинз», причём были тремя из четырёх квотербеков команды. Четвёртым чёрным игроком в команде был Рей Бартлетт, в то время как во всех университетских командах США было всего несколько десятков чёрных игроков.
Когда вспыхнула Вторая мировая война, Строуд играл за футбольную команду Hollywood Bears, но вскоре присоединился к авиационному корпусу армии Соединённых Штатов и провёл всю войну за разгрузкой бомб на Гуаме и Марианских островах, а также за игрой за армейскую футбольную команду в Риверсайде. После войны вручал повестки и конвоировал заключенных округа Лос-Анджелес, пока они вместе с Кенни Вашингтоном не подписали краткосрочный контракт с футбольной командой «Лос-Анджелес Рэмс». Они стали первыми афроамериканцами в НФЛ за много лет. Когда они стали ездить с командой, Строуд впервые столкнулся с расизмом, которого фактически не знал, пока рос в Лос-Анджелесе.

Мы не осознавали цвет кожи. Мы привыкли сидеть на лучших местах в Cocoanut Grove и слушать пение Дональда Новиса. Если бы кто-то мне тогда сказал: «Смотри, там негр», — я бы, как и остальные, повернулся и спросил «Где?» Мой школьный учитель был чёрным, и на тихоокеанском побережье не было ничего, чего бы мы не могли делать. Когда мы выбрались из Лос-Анджелеса, мы столкнулись с этой расовой напряженностью. Чёрт возьми, мы-то думали, что мы белые.

Строуд и его приятель Кенни Вашингтон были среди первых афроамериканцев, выступавших в основных студенческих футбольных программах, а затем и в обновлённой Национальной футбольной лиге, играя за «Лос-Анджелес Рамс» в 1946 году. С 1933 по 1946 год в НФЛ вообще не было чёрных игроков. Их товарищ Джеки Робинсон, в свою очередь, разрушил расовый барьер в Главной бейсбольной лиге. Строуд отыграл два сезона в команде «Калгари Стампидерс» Западного Межрегионального футбольного союза в Канаде, с которой успел в 1948 году выиграть Кубок Грея прежде, чем уйти из спорта из-за травмы в 1949 году.

## Карьера в реслинге
В 1941 году, Строуд несколько месяцев пробовал себя в реслинге. После завершения футбольной карьеры в 1949 году, он вернулся на ковёр, совмещая занятия реслингом со съёмками в кино. Он продолжал бороться с соперниками уровня Великолепного Джорджа до 1962 года.
Так, в 1952 году у Строуда почти каждую неделю была встреча на ковре, с 12 августа по 10 декабря, в разных городах США. Его объявляли как «Чемпиона Тихоокеанского побережья в тяжёлом весе по борьбе» и «Чемпиона Тихоокеанского побережья среди чернокожих по борьбе» в 1962 году. Позже он выступал в борцовской команде вместе с Бобо «Бразилом» (en) и «Медвежьим котом» Райтом (en).

## Актёрская карьера
Будучи ростом 6 футов 4 дюйма (1,93 м), Строуд был отмечен и за характерные роли в кино. Известен по роли второго плана гладиатора-эфиопа Драбы из фильма «Спартак» (1960), где он сражается на арене со Спартаком в исполнении Кирка Дугласа.
Первая роль Строуда, указанная в титрах, относится к 1941 году, в фильме «Закат». В 1950-е годы он стал сниматься активнее, его роли становятся всё глубже. Он сыграл африканского воина в фильме «Охотники за львами» (1951) из серии «Бомба — сын джунглей» кинокомпании Monogram. Затем он появился в нескольких эпизодах телесериала 1952—1954 «Ramar of the Jungle», где так же изображал африканского воина. Исполнил двойную роль в «Десяти заповедях» (1956) — эфиопского царя и раба (в титрах указан как Woodrow Strode), а 1959 году предстал в образе трусливого рядового Франклина в «Pork Chop Hill». Однажды появился в сериале «Jungle Jim» Джонни Вайсмюллера (1955—1956).
Вуди Строуд стал близким другом режиссёра Джона Форда, который дал ему заглавную роль в фильме «Сержант Ратледж» (1960), роль солдата 9-го кавалерийского полка, ложно обвинённого в изнасиловании и убийстве; в дальнейшем он появился в небольших ролях в фильмах Форда «Два всадника» (1961), «Человек, который застрелил Либерти Вэланса» (1962) и «7 женщин» (1966). Строуд был очень близок к режиссёру. Когда Форд состарился, Строуд провёл четыре месяца на его этаже, в качестве смотрителя, и позже присутствовал при смерти Форда.
Строуд сыграл много запоминающихся злодеев, трое из которых противостояли Тарзану. Так, в 1958 году он появился в роли Рамо, врага Тарзана в исполнении Гордона Скотта в фильме «Смертельная схватка Тарзана». В 1963 году он уже противостоит Джоку Махони, сразу в двух лицах: как умирающий лидер неназванной азиатской страны и его же брат, Хан, в фильме «Три испытания Тарзана». В конце 1960-х годов Строуд появился в нескольких эпизодах сериала «Тарзан», поставленного Роном Элаей.
В 1961 году Строуд играет роль Биннабурры в эпизоде «Incident of the Boomerang» сериала «Rawhide».
Другие работы Строуда на телевидении включают в себя роль Великого Могола в эпизодах «Marsha, Queen of Diamonds» и «Marsha’s Scheme of Diamonds» сериала «Бэтмен», а также он появляется в третьем сезоне сериала Daniel Boone, в роли раба/борца Голиафа в эпизоде с одноимённым названием.
Строуд исполнил роль героического матроса на тонущем корабле в фильме 1960 года «Последнее путешествие». В 1966 году он получил главную роль солдата удачи и эксперта-лучника в вестерне «Профессионалы» (согласно местной легенде, во время съёмок этой ленты Строуд на два десятилетия «заставил замолчать» Вика из Вегаса, который с середины 1950-х годов каждые 15 минут громко восклицал Howdy Podner!). Этому фильму Ричарда Брукса сопутствовал крупный кассовый успех, утвердивший Строуда в «звёздном» статусе. Другой заметной ролью Строуда стал стрелок Стоуни в начале фильма Серджио Леоне «Однажды на Диком Западе» (1968); после этого он появился ещё в нескольких спагетти-вестернах более низкого уровня. Его главная роль в фильме «Сидящий одесную» (1968), в котором под именем Морис Лалуби тонко выведен Патрис Лумумба, получила бурный отклик в прессе того времени.
Вуди Строуд оставался видным характерным актёром на протяжении 1970—1980-х годов, снялся в этот период в таких фильмах, как «Крик» (1981), и стал широко известен (вместе с Сидни Пуатье и Броком Петерсом) как один из ведущих чёрных актёров своего времени. Его последним фильмом стал «Быстрый и мертвый» (1995), с Джином Хэкманом, Леонардо Ди Каприо и Расселом Кроу. В финальных титрах этого фильма — посвящение памяти Вуди Строуда.
Также Строуд написал автобиографию под названием Goal Dust.

## Личная жизнь
В жилах отца Строуда текла кровь индейцев крик, черноногих и чёрных рабов из Африки, а среди предков его матери были как рабы, так и индейцы племени чероки. Его первой женой была Принцесса Луукиалуана Калаилоа (также известная как Луана Строуд), дальняя родственница Лилиуокалани, последней королевы Гавайев. В 1946 году у них родился сын Калаи. Они состояли в браке до смерти Луаны в 1980 году. В 1982 году Строуд женился на Тине Томпсон, и они оставались женаты до его смерти в 1994 году. Строуд был посвященным мастером боевых искусств под руководством Фрэнка Ландерса.

## Смерть
Вуди Строуд умер от рака легких 31 декабря 1994 года в Глендоре, штат Калифорния, в возрасте 80 лет. Похоронен на национальном кладбище в Риверсайде, Калифорния.

## Избранная фильмография
| Год  |   | Русское название                           | Оригинальное название            | Роль                               |
| ---- | - | ------------------------------------------ | -------------------------------- | ---------------------------------- |
| 1951 | ф | Невеста гориллы                            | Bride of the Gorilla             | Недо                               |
| 1952 | ф | Андрокл и лев                              | Androcles and the Lion           | Лев                                |
| 1953 | ф | Город на дне моря                          | City Beneath the Sea             | Джион                              |
| 1954 | ф | Деметрий и гладиаторы                      | Demetrius and the Gladiators     | гладиатор                          |
| 1956 | ф | Десять заповедей                           | The Ten Commandments             | король Эфиопии                     |
| 1959 | ф | Высота Порк Чоп Хилл                       | Pork Chop Hill                   | рядовой Франклин                   |
| 1960 | ф | Сержант Ратледж                            | Sergeant Rutledge                | Брекстон Ратледж                   |
| 1960 | ф | Спартак                                    | Spartacus                        | Драба                              |
| 1961 | с | Сыромятная плеть                           | Rawhide                          | Биннабурра / капрал Гейб Вашингтон |
| 1961 | ф | Два всадника                               | Two Rode Together                | Каменный Бык                       |
| 1962 | ф | Человек, который застрелил Либерти Вэланса | The Man Who Shot Liberty Valance | Помпи                              |
| 1965 | ф | Чингисхан                                  | Genghis Khan                     | Сенгал                             |
| 1966 | ф | 7 женщин                                   | 7 Women                          | бандит                             |
| 1966 | ф | Профессионалы                              | The Professionals                | Джейк Шарп                         |
| 1966 | с | Бэтмен                                     | Batman                           | Великий Могул                      |
| 1968 | ф | Сидящий одесную                            | Seduto alla sua destra           | Морис Лалуби                       |
| 1968 | ф | Шалако                                     | Shalako                          | Чато                               |
| 1968 | ф | Однажды на Диком Западе                    | C’era una volta il West          | Стоуни                             |
| 1969 | ф | Че!                                        | Che!                             | Гильермо                           |
| 1979 | ф | Ягуар жив!                                 | Jaguar Lives                     | сенсей                             |
| 1979 | с | Бак Роджерс в XXV веке                     | Buck Rogers in the 25th Century  | сержант Макмерти                   |
| 1980 | с | Придурки из Хаззарда                       | The Dukes of Hazzard             | Уилли                              |
| 1982 | ф | Каратели                                   | Vigilante                        | Рейк                               |
| 1984 | ф | Клуб «Коттон»                              | The Cotton Club                  | Холмс                              |
| 1985 | ф | Страсть в пыли                             | Lust In The Dust                 | Блэкман                            |
| 1992 | ф | Сторивилль                                 | Storyville                       | Чарли Самптер                      |
| 1993 | ф | Вооружённый отряд                          | Posse                            | рассказчик                         |
| 1995 | ф | Быстрый и мёртвый                          | The Quick and the Dead           | Чарли Мунлайт                      |

## Статистика в американском футболе

### Статистика в регулярных сезонах
| Условные обозначения | Условные обозначения            |
| -------------------- | ------------------------------- |
| *                    | Участник Пробоула               |
| +                    | Выбран в сборную всех звёзд НФЛ |
|                      | Чемпион Супербоула              |

|         |         |         |         |         | Игры | Игры | Приём | Приём | Приём | Приём | Приём | Приём | Приём | Приём | Приём | Приём | Приём | Вынос | Вынос | Вынос | Вынос | Вынос | Вынос | Вынос | Вынос | Все ярды | Все ярды | Все ярды |      |     |
| Year    | Age     | Tm      | Pos     | No.     | G    | GS   | Tgt   | Rec   | Yds   | Y/R   | TD    | 1D    | Lng   | R/G   | Y/G   | Ctch% | Y/Tgt | Rush  | Yds   | TD    | 1D    | Lng   | Y/A   | Y/G   | A/G   | Touch    | Y/Tch    | YScm     | RRTD | Fmb |
| 1946    | 32      | RAM     |         |         | 10   |      |       | 4     | 37    | 9,3   | 0     |       | 19    | 0,4   | 3,7   |       |       |       |       |       |       |       |       |       |       | 4        | 9,3      | 37       | 0    | 0   |
| Карьера | Карьера | Карьера | Карьера | Карьера | 10   |      |       | 4     | 37    | 9,3   | 0     |       | 19    | 0,4   | 3,7   |       |       |       |       |       |       |       |       |       |       | 4        | 9,3      | 37       | 0    | 0   |